# Georgetown (Alaska)
Pour les articles homonymes, voir Georgetown.
Georgetown est une communauté non incorporée d'Alaska aux États-Unis dans la Région de recensement de Bethel dont la population était de 3 habitants au recensement de 2000.
Elle est située sur la rive nord de la rivière Kuskokwim, dans les montagnes Kilbuck-Kuskokwim, à 26 kilomètres (16 mi) de Red Devil juste à l'embouchure de la George River. Elle n'est accessible que par bateau, motoneige en hiver, ou par petits avions.
Les premiers contacts avec les populations autochtones ont eu lieu en 1844 par Lavrenty Zagoskin, explorateur russe. Le village s'appelait alors Keledzhichagat. Il servait de camp d'été pour la pêche aux habitants de Kwigiumpainukamiut. En 1909 de l'or a été trouvé dans la George River, et un camp de prospecteurs s'est rapidement développé au confluent entre la rivière Kuskokwim et la rivière George.
Le camp et la rivière ont été par trois négociants dont le prénom était George : George Hoffman, George Fredericks et George Morgan. En 1910 la population de Georgetown atteignait 300 personnes, et avait 200 points de prospection. Mais en 1911 un incendie détruisit la ville et ses installations. En 1953, il ne restait plus qu'un bâtiment de bois ayant appartenu à George Fredericks.
Un second établissement se développe à l'est de la George River, aussi appelé Georgetown. Une école ouvre en 1965, mais les activités minières déclinent rapidement, et l'école est fermée en 1970.
En 1971 l'Alaska Native Claims Settlement Act promulgué par le président Richard Nixon permet aux descendants des premiers habitants de prendre définitivement possession de leurs terres. Depuis le 1er juin 2009 le conseil tribal de Georgetown a 128 membres et les populations originelles vivent toujours dans les environs.

## Démographie
| 1980 | 2000 | 2010 | - | - | - |
| ---- | ---- | ---- | - | - | - |
| 6    | 3    | 2    | - | - | - |